# Janusz Niesyto
Janusz Walenty Niesyto (ur. 15 czerwca 1949 w Siemianowicach Śląskich) – polski dyplomata, ambasador RP w Szwajcarii (2005–2007) oraz Finlandii (2011–2015).

## Wykształcenie
W 1967 rozpoczął studia na Wydziale Ekonomii Politycznej Uniwersytetu Warszawskiego. Po roku studiów wyjechał jako stypendysta rządu RP na studia w Moskiewskim Państwowym Instytucie Stosunków Międzynarodowych, gdzie na Wydziale Stosunków Międzynarodowych w 1973 uzyskał z wyróżnieniem tytuł magistra historii stosunków międzynarodowych. W latach 1973–1974 był słuchaczem podyplomowego studium międzynarodowych stosunków gospodarczych przy Wydziale Handlu Zagranicznego Szkoły Głównej Planowania i Statystyki w Warszawie.

## Praca zawodowa
We wrześniu 1973 podjął pracę w Ministerstwie Spraw Zagranicznych od stanowiska starszego referenta. W latach 1973–1975 i 1980–1985 był radcą, a następnie ekspertem ds. Beneluksu. W latach 1987–1988 był kierownikiem wydziału kontroli w gabinecie ministra. W latach 1975–1980 był attaché i II sekretarzem ambasady RP w Brukseli, a w latach 1983–1987 radcą ambasady w Moskwie. Od 1988 do 1991 był wicedyrektorem gabinetu ministra. W latach 1991–1992 pełnił funkcję dyrektora gabinetu ministra Krzysztofa Skubiszewskiego. W latach 1992–1997 ponownie przebywał w Brukseli, początkowo jako radca-minister pełnomocny, a następnie jako minister pełnomocny RP w Belgii i Luksemburgu. Jednocześnie był zastępcą szefa tzw. biura łącznikowego RP przy Kwaterze głównej NATO i Sekretariacie Unii Zachodnioeuropejskiej w Brukseli. W 1997 został urzędnikiem służby cywilnej, zaś w 2002 ambasadorem tytularnym. W 1997 ponownie objął stanowisko dyrektora gabinetu ministra, a następnie dyrektora sekretariatu ministrów Dariusza Rosatiego oraz Bronisława Geremka. Od lutego 1998 do czerwca 2005 był dyrektorem protokołu dyplomatycznego, zaś od stycznia 2008 do 2011 zastępcą. Od 2005 do 30 kwietnia 2007 reprezentował Polskę w Szwajcarii jako ambasador nadzwyczajny i pełnomocny, akredytowany jednocześnie w Liechtensteinie. Następnie, od 2011 do 2 października 2015 był ambasadorem w Finlandii. Od stycznia 2016 na emeryturze.
Wykłada lub wykładał protokół dyplomatyczny m.in. w Krajowej Szkole Administracji Publicznej, Akademii Dyplomatycznej, Szkole Głównej Handlowej, Uniwersytecie im. Adama Mickiewicza, Europejskiej Akademii Dyplomacji.  

## Życie prywatne
Syn Pawła. Włada czterema językami: rosyjskim, francuskim, angielskim i niderlandzkim. Porozumiewa się po niemiecku i bułgarsku. Jest żonaty. Ma dwie córki. 

## Odznaczenia
Odznaczony wieloma orderami polskimi i zagranicznymi, w tym:
- Krzyżem Kawalerskim Orderu Odrodzenia Polski „za wybitne zasługi w służbie dyplomatycznej” (1997)[12]
- Krzyżem Komandorskim Orderu Odrodzenia Polski „za wybitne zasługi dla polskiej dyplomacji” (2005)[1]
- Odznaką Honorową „Bene Merito” (2015)[13]
- Krzyżem Komandorskim Orderu „Za Zasługi dla Litwy” (2003)[14]
- Krzyżem Komandorskim norweskiego Orderu Zasługi (2003)[15]
- Krzyżem Komandorskim Orderu Zasługi Republiki Włoskiej, Włochy (2000)[16]
- W 2002 został odznaczony estońskim Orderem Gwiazdy Białej II klasy[17].